# Copa do Mundo de Snooker
A Copa do Mundo de Snooker ou Snooker World Cup foi um torneio de snooker por equipe criado pelo inglês Mike Watterson. A competição anual apresentava equipes de três (dois desde 2011) jogadores representando seu país contra outras equipes. O inglês Steve Davis foi o maior vencedor do evento, com quatro títulos pela Inglaterra.

## História
O evento começou em 1979 como World Challenge Cupcom o patrocínio da State Express. Foi realizado no Haden Hill Leisure Centre, em Birmingham, com a participação de seis equipes: Inglaterra, Irlanda do Norte, País de Gales, Canadá, Austrália e o Resto do Mundo. As equipes foram divididas em dois grupos com jogos no sistema de todos contra todos e as partidas foram no melhor de 15 frames. As melhores equipes dos grupos se enfrentaram na final. Em 1980, o torneio foi transferido para o New London Theatre e o equipe da Irlanda do Norte foi substituído por um time represenatando toda a Irlanda.
O evento foi renomeado para World Team Classic em 1981 e mudou-se para o Hexagon Theatre em Reading. As partidas foram reduzidas para um melhor de sete frames e as duas primeiras equipes dos grupos avançaram para as semifinais. Desta vez, sete equipes competiram. A equipe do Resto do Mundo foi substituída pela equipe da Escócia e, em vez de uma equipe de toda a Irlanda, tivemois a participação das duas: da República da Irlanda e da Irlanda do Norte. Após o evento de 1983, o State Express encerrou seu patrocínio ao evento e o lugar do torneio no calendário de snooker foi ocupado pelo Grand Prix.
O evento foi transferido para a primavera na temporada de 1984–85 e foi rebatizado de World Cup ou Copa do Mundo. Foi realizada no International, em Bournemouth. O torneio também passou a ser disputado no sistema "mata-mata" com oito equipes. A Irlanda e a Irlanda do Norte disputaram o torneio com equipe combinada, conhecida como Toda a Irlanda (do original: All-Ireland), a seleção do Resto do Mundo voltou e a defensora eventual do título, a Inglaterra, tinha duas equipes. O evento foi encerrado após a edição de 1990.
O evento foi brevemente ressuscitado em 1996 e foi realizado no Amari Watergate Hotel em Bangkok, na Tailândia. Houve muitas inscrições e tivemos a realização de uma qualificação para o evento principal. As 20 equipes qualificadas foram divididas em quatro grupos de cinco e as duas primeiras equipes dos grupos avançaram para as quartas de final.
Em 22 de março de 2011, foi revelado que a World Professional Billiards and Snooker Association (WPBSA) planejava reviver o evento com o patrocínio da companhia petrolífera tailandesa PTT e da EGAT. Acabou sendo realizado entre 11 e 17 de julho no Centro de Convenções de Bangkok (Bangkok Convention Centre), em Bangkok e vinte equipes (de dois jogadores) participaram do torneio.

## Edições
| Ano                                    | Campeão                                | Campeão                                    | Vice-campeão                           | Vice-campeão                               | Placar final                           | Cidade                                 | Ref.                                   |
| Ano                                    | Equipe                                 | Jogadores                                  | Equipe                                 | Jogadores                                  | Placar final                           | Cidade                                 | Ref.                                   |
| World Challenge Cup (prova por equipe) | World Challenge Cup (prova por equipe) | World Challenge Cup (prova por equipe)     | World Challenge Cup (prova por equipe) | World Challenge Cup (prova por equipe)     | World Challenge Cup (prova por equipe) | World Challenge Cup (prova por equipe) | World Challenge Cup (prova por equipe) |
| -------------------------------------- | -------------------------------------- | ------------------------------------------ | -------------------------------------- | ------------------------------------------ | -------------------------------------- | -------------------------------------- | -------------------------------------- |
| 1979                                   | País de Gales                          | Ray Reardon Terry Griffiths Doug Mountjoy  | Inglaterra                             | Fred Davis John Spencer Graham Miles       | 14–3                                   | Birmingham                             | [ 1 ]                                  |
| 1980                                   | País de Gales                          | Ray Reardon Terry Griffiths Doug Mountjoy  | Canadá                                 | Cliff Thorburn Kirk Stevens Bill Werbeniuk | 8–5                                    | Londres                                | [ 1 ]                                  |
| World Team Classic (prova por equipe)  |                                        |                                            |                                        |                                            |                                        |                                        |                                        |
| 1981                                   | Inglaterra                             | Steve Davis John Spencer David Taylor      | País de Gales                          | Ray Reardon Terry Griffiths Doug Mountjoy  | 4–3                                    | Reading                                | [ 1 ] [ 4 ]                            |
| 1982                                   | Canadá                                 | Cliff Thorburn Kirk Stevens Bill Werbeniuk | Inglaterra                             | Steve Davis Tony Knowles Jimmy White       | 4–2                                    | Reading                                | [ 1 ] [ 5 ]                            |
| 1983                                   | Inglaterra                             | Steve Davis Tony Knowles Tony Meo          | País de Gales                          | Ray Reardon Terry Griffiths Doug Mountjoy  | 4–2                                    | Reading                                | [ 1 ] [ 6 ]                            |
| World Cup (prova por equipe)           |                                        |                                            |                                        |                                            |                                        |                                        |                                        |
| 1985                                   | Irlanda (toda)                         | Alex Higgins Dennis Taylor Eugene Hughes   | England A                              | Steve Davis Tony Knowles Tony Meo          | 9–7                                    | Bournemouth                            | [ 1 ] [ 7 ]                            |
| 1986                                   | Irlanda A                              | Alex Higgins Dennis Taylor Eugene Hughes   | Canadá                                 | Cliff Thorburn Kirk Stevens Bill Werbeniuk | 9–7                                    | Bournemouth                            | [ 1 ] [ 8 ]                            |
| 1987                                   | Irlanda A                              | Alex Higgins Dennis Taylor Eugene Hughes   | Canadá                                 | Cliff Thorburn Kirk Stevens Bill Werbeniuk | 9–2                                    | Bournemouth                            | [ 1 ] [ 8 ]                            |
| 1988                                   | Inglaterra                             | Steve Davis Jimmy White Neal Foulds        | Austrália                              | Eddie Charlton John Campbell Warren King   | 9–7                                    | Bournemouth                            | [ 1 ] [ 9 ]                            |
| 1989                                   | Inglaterra                             | Steve Davis Jimmy White Neal Foulds        | Resto do Mundo                         | Silvino Francisco Dene O'Kane Tony Drago   | 9–8                                    | Bournemouth                            | [ 1 ] [ 8 ]                            |
| 1990                                   | Canadá                                 | Cliff Thorburn Alain Robidoux Bob Chaperon | Irlanda do Norte                       | Alex Higgins Dennis Taylor Tommy Murphy    | 9–5                                    | Bournemouth                            | [ 1 ] [ 8 ]                            |
| 1996                                   | Escócia                                | Stephen Hendry John Higgins Alan McManus   | Republic of Ireland                    | Ken Doherty Fergal O'Brien Stephen Murphy  | 10–7                                   | Bangkok                                | [ 1 ] [ 10 ]                           |
| 2011                                   | China                                  | Ding Junhui Liang Wenbo                    | Irlanda do Norte                       | Mark Allen Gerard Greene                   | 4–2                                    | Bangkok                                | [ 1 ] [ 3 ]                            |
| 2015                                   | China B                                | Yan Bingtao Zhou Yuelong                   | Escócia                                | John Higgins Stephen Maguire               | 4–1                                    | Wuxi                                   | [ 1 ] [ 11 ]                           |
| 2017                                   | China A                                | Ding Junhui Liang Wenbo                    | Inglaterra                             | Judd Trump Barry Hawkins                   | 4–3                                    | Wuxi                                   | [ 1 ] [ 12 ]                           |
| 2019                                   | Escócia                                | John Higgins Stephen Maguire               | China B                                | Zhou Yuelong Liang Wenbo                   | 4–0                                    | Wuxi                                   | [ 1 ]                                  |